# 越山元貴
越山 元貴（こしやま げんき、1983年12月26日 - ）は、日本のシンガーソングライター。北海道小樽市出身。血液型AB型。

## 略歴

### デビュー以前
- 北海道小樽市で生まれる。祖母がスナックを経営していたこともあり、物心ついた時には歌を歌っていた[1]。最初に歌った曲は小林明子の「恋に落ちて」[1]。
- 4歳の時、母親が軽い気持ちで当時日本テレビのゴールデン番組だった「日本ちびっこ歌謡大賞」のオーディションに応募したところ合格し初のテレビ出演。司会は関口宏。歌った曲は西田敏行の「もしもピアノが弾けたなら」。同時期にさっぽろ雪まつりのステージでも同曲を披露する。その後は親の転勤により奥尻島、浦河町、旭川、函館、網走、北見、札幌と北海道内を転々とする。
- 高校時代の学校祭では高2でSIAM SHADEの「1/3の純情な感情」、高3で尾崎豊の「I Love You」を全校生徒の前で歌う。
- 19歳の時、大学進学のため上京。北海道出身の学生だけが住む学生寮に入寮する。大学では軽音サークルに所属。主にGLAY、L'Arc〜en〜Ciel、X、B'zなどのコピーバンドのボーカルを担当。また、寮で年に一度行われるお祭りでも寮生でバンドを組みMr.Childrenやレミオロメンなどのコピーバンドをやり、地域住民の前で歌を歌う。この頃から弾き語りがやりたくなり、アコースティックギターを弾き始める。
- 大学3年生時、就職活動時期になって自分の進路について悩んだ結果、自分の歌の力を試してみたいという気持ちが強くなり本格的に歌手を目指すようになる。この頃からオリジナル曲の製作を始める。

### YouTubeでの活動
- 2008年2月、YouTubeで「gkhkr311」のアカウントを作成。斉藤和義の「歌うたいのバラッド」でカバー曲の弾き語り動画投稿を開始。
- 2008年3月、当時発売されて間もなかったSuperflyの「愛をこめて花束を」を原曲キーで歌った動画を投稿すると一気に再生回数、登録者が増える。
- 2009年、定期的に動画投稿を続け、カバー曲以外にもオリジナル曲の弾き語り動画の投稿を開始。
- 2010年3月、YouTubeの告知を利用した初めてのライブ「越山元貴ワンマンライブ」を都内で開催。100人の動員を記録する。
- 2011年6月、オリジナル曲の「茜」、「新しい歌」のフル音源を投稿する。
- 2011年7月、動画を見た番組スタッフからオファーを受け、日本テレビ系「スター☆ドラフト会議」に疑惑のハイトーンボイスの持ち主として出演。Superfly「愛をこめて花束を」を歌い多数のスカウトを受ける。
- 2011年9月、「第二回越山元貴ワンマンライブ」を都内で開催180人の動員を記録。この頃にはYouTubeのチャンネルトータルアクセス数が600万回を超える。

### 2012年
- 2月29日、ビクターエンタテインメントより1stシングル『永遠』でメジャーデビュー。同曲は日本テレビ系「ハッピーMusic」の3月のエンディングテーマに起用される。
- 4月27日、デビュー後初のワンマンライブ「元気コンサートVol.1」を渋谷サイクロンにて開催。
- 10月、札幌テレビ放送（STV）のジョシスタのコーナーにレギュラー出演。1stアルバム制作のヒントを求めて北海道内を旅して道内様々なところで歌う様子が放送される。

### 2013年
- 1月23日、業界初の北海道しばりの1stアルバム「I'm A 北海道MAN」 をリリース。

### 2015年
- 3月11日、清龍酒造公式曲「明日への乾杯」を音楽配信開始。
- 12月1日、自信作詞作曲による初のオリジナルアルバム「Sing」を発売。

## 人物
- 高校で昔からなんとなく続けていた柔道をなんとなく続けて柔道部に入部。初段となり、最終的には高校3年生時に網走管内で地区優勝を果たす。
- お酒は強いが飲み過ぎによる失敗も多々ある。
- 最も尊敬している歌い手は玉置浩二。
- 服に付いているタグを触るのが好きなタグフェチである。
- 学生寮では寮長を務めていた。

### スター☆ドラフト会議
- 「スター☆ドラフト会議」の出演オファーを受けた時、当初はバラエティ色の強い番組に出演して正統派の歌を歌えなくなるかもしれないことが不安で出演するか迷っていたが、スタッフに「うちの番組では正統派も出したい」という言葉を受けて出演を決めた。
- 番組ではYouTubeでの動画の映像と音声がずれているものがあるため口パクではないのか?というネット上の疑惑があったため、本物かどうかを証明するという形で登場した。
- 「愛をこめて花束を」の歌唱以外にもクリスタルキングの「大都会」を原曲、＋1、＋2とキーを上げていく「クリスタルキング3段活用」にも挑戦、見事に歌い上げた。
- マツコ・デラックスからオリジナル曲のリクエストがあったので、オリジナル曲を歌ったが、司会であるくりぃむしちゅーの有田哲平によってサビの頭だけで止められた。
- レコード会社のスカウトから「何オクターブ出るのか?」と質問され最初本人は「3オクターブちょっと…」と答えたが、司会の上田晋也から「もっと言ってやれ、8、8」と耳打ちされたため、「8オクターブ出ると思います」と答えた。
- デビュー曲「永遠」のジャケットを撮影したのはスター☆ドラフト会議に出演し「海パンカメラマン」の異名を持つ野澤亘伸。